# ویچخ فیباک
 ویچخ فیباک (انگلیسی: Wojciech Fibak؛ زاده ۳۰ اوت ۱۹۵۲) یک تنیس‌باز اهل لهستان است.